# تپه یل درمان
تپه یل درمان مربوط به دوره ساسانیان است و در شهرستان خدابنده، بخش مرکزی، روستای گنگک واقع شده و این اثر در تاریخ ۱۰ خرداد ۱۳۸۲ با شمارهٔ ثبت ۸۷۶۳ به‌عنوان یکی از آثار ملی ایران به ثبت رسیده است.